# Aleiodes secwepemc
Aleiodes secwepemc är en stekelart som beskrevs av Fortier 2007. Aleiodes secwepemc ingår i släktet Aleiodes och familjen bracksteklar. Inga underarter finns listade i Catalogue of Life.